# Ecnomus gada
Ecnomus gada är en nattsländeart som beskrevs av Cartwright 1994. Ecnomus gada ingår i släktet Ecnomus och familjen trattnattsländor. Inga underarter finns listade i Catalogue of Life.